# Swan Rock
Swan Rock är en ö utanför Graham Land i Västantarktis.